# Jean-François Huon
Pour les articles homonymes, voir Huon.
Jean-François Huon, né le 21 juin 1821 à Plougonver (Côtes-du-Nord, actuellement Côtes d'Armor) et mort le 18 juin 1879 à Paris, est un homme politique français.

## Biographie
Avocat à Guingamp, il est conseiller général. Battu aux législatives en 1871 et 1876, il est finalement élu lors d'une élection partielle en août 1876, à la suite d'une invalidation. Il siège à gauche et fait partie des 363 qui refusent la confiance au gouvernement de Broglie, le 16 mai 1877. À nouveau battu en octobre 1877, il récupère son siège en 1878, lors de l'élection partielle qui suit l'invalidation de son adversaire.

## Sources
- « Jean-François Huon », dans Adolphe Robert et Gaston Cougny, Dictionnaire des parlementaires français, Edgar Bourloton, 1889-1891 [détail de l’édition]